# Тибириса, Роберту
Роберту Тибириса (порт.-браз. Roberto Tibiriçá; род. 5 января 1954, Сан-Паулу) — бразильский дирижёр.

## Биография
Начинал как пианист, испытав влияние Гиомар Новаэс, Магды Тальяферро и Нельсона Фрейре. Затем учился дирижированию у Элеазара де Карвалью и в 1976 году был взят им в качестве ассистента в Симфонический оркестр штата Сан-Паулу, где и работал на протяжении 18 лет, пока в 1994 году не был приглашён вторым дирижёром в Бразильский симфонический оркестр, который затем в 1996—1998 годах возглавлял; в 1995 году был назван музыкальной критикой Рио-де-Жанейро музыкантом года. В 1984 и 1985 годы работал также в лиссабонском оперном театре Сан-Карлуш. В дальнейшем возглавлял ряд других бразильских оркестров. В 1997 году дирижировал торжественным концертом в честь визита в Рио-де-Жанейро Папы Римского Иоанна Павла II, составив программу из премьер пяти произведений бразильских композиторов (концертная запись вышла на компакт-диске). В 2001 году дирижировал концертом открытия Фестиваля Марты Аргерих в буэнос-айресском Театре «Колон», в ходе которого, в частности, исполнил фортепианный концерт Мориса Равеля вместе с самой Аргерих.
Среди записей Тибирисы — симфоническая сказка Сергея Прокофьева «Петя и волк». Выпустил сборник учебных упражнений для дирижёров.